# Kalkwälder bei Palzem
Kalkwälder bei Palzem este o arie protejată (arie specială de conservare — SAC, sit de importanță comunitară — SCI) din Germania întinsă pe o suprafață de 664 ha, integral pe uscat.

## Localizare
Centrul sitului Kalkwälder bei Palzem este situat la coordonatele 49°34′25″N 6°24′42″E / 49.5736°N 6.4117°E.

## Înființare
Situl Kalkwälder bei Palzem a fost declarat sit de importanță comunitară în mai 2004 pentru a proteja 2 specii de animale. Situl a fost protejat și ca arie specială de conservare în octombrie 2005.

## Biodiversitate
Situată în ecoregiunea continentală, aria protejată conține 9 habitate naturale: Cursuri de apă de la nivel de câmpie la nivel montan, cu vegetație Ranunculion fluitantis și Callitricho-Batrachion, Liziere de ierburi înalte hidrofile de câmpie și de nivel montan până la alpin, Fânețe de joasă altitudine (Alopecurus pratensis, Sanguisorba officinalis), Izvoare petrifiante cu formare de travertin (Cratoneurion), Pante stâncoase calcaroase cu vegetație casmofită, Păduri de fag Asperulo-Fagetum, Păduri de fag din Europa Centrală dezvoltate pe sol calcaros cu Cephalanthero-Fagion, Păduri de stejar și carpen Galio-Carpinetum, Păduri aluvionare cu Alnus glutinosa și Fraxinus excelsior (Alno-Padion, Alnion incanae, Salicion albae).
La baza desemnării sitului se află mai multe specii protejate:
- mamifere (1): liliac cu urechi mari (Myotis bechsteinii)
- nevertebrate (1): rădașcă (Lucanus cervus)